# Alfred Auguste Giraudet
Alfred Auguste Giraudet (Étampes, Essonne, França, 1845 - 1909) fou un cantant d'òpera francès.
Després d'haver cantat diverses òperes en els departaments francesos es presentà en el Teatre Líric de París amb el rol de Mefistòfil del Faust, Gounod. Des de llavors actuà en diversos teatres importants passant el 1880 al de l'Òpera, i el 1883 es retirà de l'escena. Nomenat professor del Conservatori de París, presentà la seva dimissió el 1898 i es traslladà a Amèrica, on dirigí un conservatori. Compongué la notable obra didàctica Mimique, physionomie et gestes (1895).